# أمين غليكوسيلي

رابطة نصف أمينال الإيثر الحلقي مشتقة من الألديهيد

الأمين الغليكوسيلي (بالإنجليزية: Glycosylamine)‏ هي صنف من المركبات الكيميائية الحيوية المكونة من أمين مرتبط برابطة غليكوسيدية من نوع بيتا-إن مع إحدى الكربوهيدرات لتكوين رابطة نصف أمينال الإيثر الحلقي (α-أمينو إيثر). ومن الأمثلة عليها النيوكليوسيدات كالأدينوسين.
|  |